# Бофремон
Бофремон (фр. Beaufremont) насеље је и општина у североисточној Француској у региону Лорена, у департману Вогези која припада префектури Нефшато.
По подацима из 2011. године у општини је живело 69 становника, а густина насељености је износила 7,65 становника/km². Општина се простире на површини од 9,02 km². Налази се на средњој надморској висини од 460 метара (максималној 492 m, а минималној 348 m).

## Демографија
| 1962. | 1968. | 1975. | 1982. | 1990. | 1999. | 2011. |
| ----- | ----- | ----- | ----- | ----- | ----- | ----- |
| 116   | 115   | 111   | 88    | 98    | 77    | 69    |

График промене броја становника у току последњих година